# Émile Hector Hache
Pour les articles homonymes, voir Hache (homonymie).
Émile Hector Hache, né le 5 septembre 1850 à Verquin, Pas-de-Calais, et mort le 22 décembre 1931 à Paris, est un militaire français.

## Biographie
Émile Hector Hache est le fils de Ambroise Hache, employé des Contributions Industrielles, et de Honorine Laurent.  Il épousera le 20 avril 1892 Marie Augustine Éléonore Porlier. Il décède le 22 décembre 1931, inhumé au cimetière Montmartre (Paris 18e).

### Grades
- Élève de Saint-Cyr de 1869 à 1870 - 54e promotion dite du 14 août 1870 ou du Rhin.
- 14 août 1870 : Sous-lieutenant
- 25 novembre 1870 : Lieutenant
- 5 juillet 1875 : Capitaine
- 22 décembre 1888 : Chef de bataillon
- 31 mai 1896 : Lieutenant-colonel
- 30 décembre 1899 : Colonel
- 9 mai 1906 : Général de brigade
- 20 juin 1911 : Général de division

### Postes
- 1870 : 2e régiment d'infanterie
- 1870 : 5e régiment d'infanterie de marche
- 1870 : 105e régiment d'infanterie
- 1871 : 5e régiment d'infanterie
- 1871 : 16e régiment provisoire d'infanterie
- 1872 : 116e régiment d'infanterie
- 1873 : 137e régiment d'infanterie
- 1878 : Hors-cadre aux Affaires Indigènes en Algérie
- 1880 : 24e régiment d'infanterie
- 1881-1884 : Stagiaire à l'École supérieure de guerre
- 1884 : Stagiaire à l'état-major de la 21e division d'infanterie
- 1886 : État-major du 5e Corps d'Armée
- 1889 : État-major du 15e Corps d'Armée
- 1890 : Chef de bataillon au 76e régiment d'infanterie
- 1892 : État-major du 15e Corps d'Armée
- 1894 : Chef de bataillon au 141e régiment d'infanterie
- 1895 : État-major du 15e Corps d'Armée
- 1898 : État-major de l'armée, 2e bureau
- 1900 : Chef de corps du 42e régiment d'infanterie
- 1906 : Adjoint au Commandant Supérieure de la Défense de Belfort
- 1907 : général commandant la 28e brigade d'infanterie
- 1911 : Général commandant la 24e division d'infanterie
- 1912 : Général commandant la 40e division d'infanterie
- 1914 : Général commandant le 3e Corps d'Armée

## Distinctions

### Décorations Françaises
- Grand officier de la Légion d'honneur (décret du 20 novembre 1914)
  -  Commandeur de la Légion d'honneur (décret du 11 juillet 1912)
  -  Officier de la Légion d'honneur (décret du 29 décembre 1900)
  -  Chevalier de la Légion d'honneur (décret du 7 juillet 1885)[2]
- Médaille coloniale (loi 26 juillet 1893) (agrafe Algérie)
- Médaille interalliée 1914-1918
- Médaille commémorative de la guerre 1914-1918